# Wisseling van de wacht (boek)
Wisseling van de wacht (End of Watch) is een boek van de Amerikaanse schrijver Stephen King uit 2016. Het is het laatste deel van de Bill Hodges-trilogie, na de eerder verschenen verhalen Mr. Mercedes (boek) en De eerlijke vinder. In een nawoord geeft King aan dat het in het boek genoemde telefoonnummer daadwerkelijk van een bestaande zelfmoordpreventielijn is en geeft hij jongeren die zelfmoord overwegen de raad ook de goede zaken in het leven in ogenschouw te nemen.

## Plot
Brady Hartsfield, de psychopate massamoordenaar uit Mr. Mercedes, ligt ten gevolge van zijn confrontatie met Bill Hodges en zijn assistent Holly met zwaar en permanent hersenletsel in het ziekenhuis. Hij is in vegetatieve toestand en onder zijn middel verlamd. Hoewel hij hierdoor nooit geschikt zal worden bevonden om terecht te staan, kan hij in deze toestand geen verder kwaad meer aanrichten.
Dan vinden een aantal zelfmoorden plaats van personen die een link met Brady hebben: drie zijn overlevenden van een van zijn aanslagen, en de vierde is de hoofdverpleegster uit het ziekenhuis. Hodges begint de zaken te onderzoeken maar het spoor loopt telkens dood vanwege het keiharde feit dat Brady in vegetatieve staat in het ziekenhuis ligt. Een ander saillant detail is het feit dat de slachtoffers gameconsoles van het merk Zappit in bezit hadden. De apparaten zijn verouderd, bevatten enkele tientallen simpele spelletjes, en de maker is failliet.
Brady blijkt echter door zijn arts dr. Babineau te zijn misbruikt als proefkonijn voor een experimenteel medicijn. Dit doet niet alleen zijn hersens regenereren, maar verschaft hem ook telekinetische vaardigheden en de mogelijkheid de geest van personen te beïnvloeden of zelfs geheel over te nemen. De betreffende persoon moet echter in trance zijn, anders zal diens geest Brady niet toelaten. Hij weet op deze manier een van zijn verpleegsters tot zelfmoord te drijven. Bij toeval ontdekt Brady dat een spelletje op een Zappit-console ('Fishin' Hole') die een oude vrijwilliger meebrengt deze trance kan uitlokken en het zelfs mogelijk maakt dit op grote afstand te doen, zolang Brady zelf maar eveneens een Zappit met dit spel gebruikt. Brady kan nu zijn wraakplannen in werking zetten.
Met de Zappit van de vrijwilliger maakt hij deze en nadien ook dr. Babineau middels mentale controle tot zijn slaven. Met Babineaus financiële middelen koopt hij een partij Zappits uit de failliete boedel die hij onder 250 overlevenden van zijn eerdere moordaanslagen verspreidt, met een schriftelijke uitnodiging vooral Fishin' Hole te spelen. Door een zelfmoordsite met subliminale boodschappen op te zetten wil hij middels de Zappits zijn slachtoffers dwingen eerst op de sociale media een link naar de zelfmoordsite te plaatsen en daarna zelfmoord te plegen. De 250 slachtoffers zullen met hun berichten vele duizenden mensen naar de zelfmoordsite lokken, en wanneer zij zelfmoord plegen zal dit door het sneeuwbaleffect van de sociale media nog meer jongeren tot zelfmoord provoceren. Zodoende wil Brady een zelfmoordepidemie onder Amerikaanse tieners uitlokken, door een combinatie van zijn IT-vaardigheden, zijn paranormale krachten en de groepsmentaliteit van tieners.
Om dit ongestoord te kunnen doen en weer een mobiel lichaam te hebben neemt hij Babineaus lichaam permanent over door bezit van hem te nemen, diens geest te vernietigen en Brady's oude lichaam te doden. Vervolgens rijdt hij naar Babineaus vakantiehuisje om vanuit daar met een Zappit zijn plannen uit te voeren.
Hodges ontdekt zijn plan echter via een ex-collega van Brady die tegen betaling had geholpen met het opzetten van de website. Door middel van een DDOS-aanval weet hij de zelfmoordsite plat te leggen. Hodges volgt het spoor naar het vakantiehuisje waar Brady hem overmeestert en hem probeert te dwingen het spel op de Zappit te spelen zodat Brady zijn geest kan overnemen. Door toeval en de hulp van Holly mislukt dit, en wordt definitief met Brady afgerekend. Deze raakt dodelijk gewond waarop Holly hem haar pistool met de laatste kogel geeft opdat hij zichzelf uit zijn lijden kan verlossen. Brady heeft enkele geslaagde en zeker veertig mislukte zelfmoorden veroorzaakt, maar het had veel erger kunnen zijn indien niet was ingegrepen.
Hodges, die aan terminale kanker lijdt, kan nu sterven in de wetenschap dat zijn aartsvijand nooit meer iemand kwaad zal kunnen doen.